# Jan Syrový
Jan Syrový, češki general, * 24. januar 1888, † 17. oktober 1970.
1. 1 2 3 4  Nacionalna zbirka normativnih podatkov Češke republike
2. 1 2  data.bnf.fr: platforma za odprte podatke — 2011.
3. 1 2  Arhiv likovne umetnosti — 2003.
4. 1 2  regionalna podatkovna zbirka Pokrajinske knjižnice Vysočina